# Тесиктобе
Тесиктобе (каз. Тесіктөбе) — село в Казыгуртском районе Туркестанской области Казахстана. Входит в состав Жигергенского сельского округа. Код КАТО — 514036700.

## Население
В 1999 году население села составляло 1050 человек (543 мужчины и 507 женщин). По данным переписи 2009 года, в селе проживало 1209 человек (640 мужчин и 569 женщин).